# Laréole
Laréole (em occitano:  La Reula) é uma comuna francesa na região administrativa da Occitânia, no departamento do Alto Garona. Estende-se por uma área de 8.88 km², com 166 habitantes, segundo o censo de 2018, com uma densidade de 19 hab/km².